# 船本恵太
船本 恵太（ふなもと けいた、1973年9月21日 - ）は、日本のサンドアートパフォーマー、クレイアニメ監督、タレント。
サンドアートパフォーマンスグループ「SILT-シルト-」のリーダー。株式会社フジ企画・音のメルヘン屋取締役。Creative Studioメルヘン村主宰。日本アニメーション協会会員。YouTubeパートナー。

## 人物・来歴
1973年、株式会社フジ企画・音のメルヘン屋の創立者である三木宏の長男として、東京都渋谷区神宮前に生まれる。3歳以降は千駄ヶ谷在住。小学校時代に在校生には長塚圭史、山本未來、橋龍吾、井上靖雄がおり、井上靖雄も友人である。外苑中学校ではYaeも在校生であった。
1992年、株式会社フジ企画・音のメルヘン屋に入社。グラフィックデザイナーとしてCDジャケット等を350点以上手掛ける。
2003年、30歳から独学でクレイアニメ制作を開始。処女作「atelier petros 上空劇場」がshockwave award 2003にノミネートし、翌年に制作した第二作目「rien村物語」がフランスのアヌシー国際アニメーション映画祭2005や、カナダのオタワ国際アニメーション映画祭2006等にノミネート。
Stop Motion Pro社（オーストラリア）ウェブサイトに紹介記事掲載。Stop Motion Magazine（アメリカ）日本特集号にてインタビュー記事が掲載される。
2005年、TVチャンピオン「第1回クレイアニメ王選手権」出場を期に、クレイアニメ監督としての業務を開始。2007年、西武百貨店池袋本店池袋コミュニティ・カレッジ「パペット・アニメ体験教室」講師を務め、2008年に船本恵太人形アニメーション・クレイアニメーション教室（現在は改名され船本恵太クレイアニメ・ストップモーションアニメ教室）を開校。
TBS「おもろゲ動画SHOW」においては、動画解説者としての出演からスタートし、後にタレントとして出演するようになった。
J-WAVEのラジオ番組「CROSSOVER JAM」にて塚本晋也監督と対談、アニメ雑誌「アニメーションノート」にクレイアニメ教室のリポート漫画が掲載される。
2012年よりサンドアートパフォーマンス活動に取組み、サンドアートパフォーマンスグループ「SILT-シルト-」を結成。イベント出演や映像制作の仕事を受けるようになり、サンドアートパフォーマンスの教室を同年4月に開校。
船本恵太はテレビ番組出演時に、共演者にクレイアニメとサンドアートを指導している。その縁から、西野亮廣（キングコング）の絵本「オルゴールワールド」の帯の推薦文を執筆。「 THE RiCECOOKERS」の「of the real」のPVにスタッフ参加。「毎日キングコング」オープニング映像を共作した。
こどものための柴基金チャリティコンサート（日本橋三井ホール）では、田中健のケーナの演奏と、松崎しげるのギター演奏とコラボレートし、サンドアートパフォーマンスを即興で行った。

## 出演

### テレビ
- TVチャンピオン（テレビ東京、2005年）
- 天才てれびくんMAX（NHK教育、2008年）
- 24CH△NNEL（テレビ朝日、2009年）第２回と最終回の２回
- ベビスマ（フジテレビ、2010年）
- おもろゲ動画SHOW 投稿!1000000000ビュー（TBS、2010年～2011年）不定期出演 計５回
- 千原ジュニアの映画製作委員会（CSチャンネルNECO、2011年）
- アニメのキカク（ひかりTV、2011年）
- アジアンエース（TBS、2012年4月21日）
- 人脈作りバラエティー 片山陽加のスゴともっ!（スカパー!、2012年5月18日と6月17日の２回）
- ザ・プライムショー（映像の紹介、WOWOW、2012年5月29日と6月26日）２回出演
- 大阪ほんわかテレビ（読売テレビ、2012年7月15日）
- 27時間テレビ笑っていいとも！グランプリ（フジテレビ、2012年7月22日）
- ぶらり途中下車の旅（日本テレビ、2012年8月18日）
- notty★live（NOTTV、2012年10月9日）
- スパモク!!7DAYSチャレンジ人間が7日間で出来る限界を生放送で大発表（TBS、2012年9月20日）
- 所さんの学校では教えてくれないそこんトコロ!（テレビ東京、2012年10月12日と12月28日の２回）
- シューイチ（日本テレビ、2012年12月2日）
- PON!（映像の紹介、日本テレビ、2013年5月22日と2013年8月19日の２回）
- 火曜曲!（TBS、2013年6月18日）
- AKB映像センター（フジテレビ、2013年7月21日と2013年9月8日の２回）
- 中居正広のミになる図書館（テレビ朝日、2013年9月10日）
- L4 YOU!（テレビ東京、2013年9月6日）
- 有吉反省会（日本テレビ、2013年10月20日）
- なかのひと。（北海道放送及びMUSIC-ON!TV、2013年11月19日と12月13日）
- 伝えてピカッチ正月スペシャル（NHK、2014年1月3日）
- 有吉くんの正直さんぽ（フジテレビ、2014年2月15日）
- 大人番組リーグ2 予告本（WOWOW、2014年3月30日、第4回衛星放送協会オリジナル番組アワードにてオリジナル番組賞 奨励賞（バラエティ番組部門）受賞）
- スクール革命!（日テレ、2014年5月11日）
- バンクルワセ（フジテレビ、2014年5月24日）
- 青山ワンセグ開発カツサンド堂（NHK Eテレ、放送日2014年6月6日、6月13日、6月20日、7月4日、山崎バニラの活弁とコラボ）
- 東京号泣教室（TOKYO MX、2014年6月30日）
- Colors ～自分ヲ彩る色～（BS朝日、2014年11月30日）
- みんなDEどーもくん！（NHK BSプレミアム、2015年1月11日、2015年3月24日）
- 青山ワンセグ開発 復活バトル・冬カツサンド堂（NHK Eテレ、放送日2015年1月23日山崎バニラの活弁とコラボ）
- 有吉くんの正直さんぽ 新作ぶらり＆もう一度歩きたい特選タウンSP（フジテレビ、2015年1月2日）
- 若大将のゆうゆう散歩（テレビ朝日、2015年2月9日）
- モヤモヤさまぁ〜ず2（テレビ東京、2015年6月14日）

### ラジオ
- NISSAN DORENISKA（J-WAVE、2008年）
- CROSSOVER JAM（J-WAVE、2010年）
- いつもふたりで・・・（FMヨコハマ、2012年）

## 商業映像制作
- Vogue Fashion's Night Out 2012ブルガリ表参道店上映用サンドアート映像「Bulgari x Save the Children for Tohoku」（2012年9月8日）
- 「ブルガリ ブリリアント ドリーム アワード 2012」（2012年9月21日、グランドハイアット東京）
- 「ブルガリ クリスマスショップ」（2012年12月12日～25日、日本橋三越１F鳳凰の間）
- ロックバンドplenty全国ツアー「空が笑ってる」サンドアート映像（2012年10月13、14、21日、Zepp Nagoya、Zepp Namba、Zepp DiverCity）
- 「ジャンプ!○○中」密告中ルール説明クレイアニメ映像（フジテレビ、2007年）
- 「シャキーン!ザ・ナイト」おしぼり第２話ストップモーションパート映像（NHK Eテレ、2009年）
- 「チェコアニメ映画祭２００６」劇場用予告編映像（2005年）
- 「資生堂 MAJOLICA MAJORKA Chapter26 She was a doll」アシスタントディレクター・エディター・サウンドデザイナー・コンポジッター・アシスタントアニメーターを担当（2010年）
- 「城北信用金庫」VPクレイアニメパート映像（2010年）
- 「ふしぎのヤッポ島 プキプキとポイ」ストップモーションスーパーバイザーとアニメーターを担当（NHK Eテレ、2012年）
- 「HelloSpot」Web用クレイアニメ・砂アニメーション広告映像（2012年）
- 「FNNスーパーニュースアンカー」「雨ニモマケズをさがして」コーナータイトルサンドアート映像コンポジットと編集を担当（関西テレビ、2012年）
- 「西武百貨店池袋本店コミュニティ・カレッジ パペット・アニメ体験教室」Web用クレイアニメ広告映像（2007年）
- 「 快傑えみちゃんねる 抱腹絶倒！へび～級トークと笑いでどんちゃん騒ぎSP」コーナータイトルサンドアート映像（関西テレビ、2013年1月1日）
- 「 スター☆ドラフト会議 」BUBUBU制作マツコロボのストップモーション映像（日本テレビ、2013年2月12日）
- 「 カピバラさん 」TVCM ストップモーションスーパーバイザー・撮影・スタッフコーディネート（神奈川テレビ、TOKYO MX、北海道テレビ、東海テレビ、サンテレビ、GAORA、福井テレビ、2013年3月）
- 「 THE RiCECOOKERS」の「of the real」のＰＶ 撮影・CGエフェクト・コンポジット・ストップモーションパートのスタッフコーディネート
- 「 カピバラさん 」ネット配信・店頭販売促進用映像 ストップモーションスーパーバイザー・撮影・スタッフコーディネート（日本、アメリカ、カナダ、香港、台湾、韓国、2013年6月）
- 「嵐フェス'13」相葉雅紀サンドアート映像（2013年9月21・22日、国立競技場）
- 京楽ピクチャーズ「ゆうばり国際ファンタスティック映画祭2014」用ＣМ（2014年2月28日～3月2日）
- 俳優座70周年記念公演「七人の墓友」舞台美術映像（2014年5月9日～19日、紀伊國屋ホール）
- 資生堂MAJOLICA MAJORCA広告映像（2014年5月21日～）
- 「UVERworld LIVE TOUR 2014」京セラドーム大阪公演用映像（2014年7月5日、京セラドーム大阪）
- A Great Big Worldミュージックビデオ（2014年8月15日公式YouTubeチャンネルにて公開、8月19日渋谷タワーレコードライブにて上映）
- U-Kiss JAPAN LIVE TOUR 2014 ～Memories～演出用映像（2014年7月16日～8月31日、五反田ゆうぽうと、札幌市民ホール、りゅーとぴあ 新潟市民芸術文化会館 劇場、中野サンプラザ、三郷市文化会館、浦安市文化会館、神戸文化ホール 中ホール、広島アステールプラザ 大ホール、NHK大阪ホール、東京エレクトロンホール宮城、森ノ宮ピロティホール、鹿児島市民文化ホール 第2、福岡国際会議場、日本特殊陶業市民会館ビレッジホール、沖縄市民会館）
- U-Kiss JAPAN LIVE TOUR 2014 ～Memories～ RETURNS in BUDOKAN演出用映像（2014年9月12日、日本武道館）
- Road to a cup of Coffee（2014年11月1日～、UCC特設サイトにて配信）
- パナソニックインナーイベント用映像[1]
- AAA ARENA TOUR 2015 10th Anniversary -Attack All Around-演出用映像（日本武道館、大阪城ホール、富士急ハイランド、日本ガイシホール、福岡マリンメッセなど全国９か所公演）
- AAA「ぼくの憂鬱と不機嫌な彼女」ミュージックビデオ（2015年5月13日公式YouTubeチャンネルにて公開）

## インディペンデント映像制作
- 「atelier petros上空劇場 洗濯島の洗濯鳥」shockwave.com AWARD 2003ノミネート（2003年）
- 「rien村物語」共同監督高野江里子。アヌシー国際アニメーション映画祭2005（フランス）インターネットシリーズ作品部門、オタワ国際アニメーション映画祭2006ニューメディア部門、ソウル国際アニメーション・アンド・カートゥーン映画祭2007インターネット部門ノミネート（2004年）
- 「BORN BY MYSELF」共同監督コバヤシマサヒデ（2005年）
- 「WORKU」共同監督コバヤシマサヒデ（2005年）
- 「Puppet Show」（2008年）
- 「マロパン」（2008年）
- 「BJDコマーシャル」アニメーター担当（2008年）
- 「花尾鳥」テレビ朝日「超タイムショック　芸能人最強クイズ王　ＳＰ９」で放送（2009年）
- 「アリスマトニカ」共同プロデューサー・助監督・アニメーター・撮影・コンポジット・編集・サウンド編集を担当（2011年）
- 「鏡を通り抜け、そこで少女が見たものは」（2012年）
- 「都市のイデア、アンゲロスの少女」（2012年）
- 「メフィストフェレス 船本恵太の暗黒人形アニメとファントグラム魔術ショー」（2012年）

## イラストレーション（砂絵）
- 「SandArt Clock」SILTコラボiPhoneアプリ（2013、owl team制作）
- 「サブレ＝シュル＝サルト」SILTコラボワインパウンドケーキのパッケージ（2014年8月、代々木VILLAGE）
- 「ヒカリノマチ」SILTコラボハーブティーのパッケージ（2014年8月、代々木VILLAGE）
- UCC 2015年カレンダー[2]

## DVD・Blu-ray
- 「24CH△NNEL」第一巻に出演（テレビ朝日、2011年2月23日、ジャニーズ・エンタテイメント）
- 「HANA 天使の人形」（2007年12月19日、TCエンタテインメント）
- 「嵐フェス'13」（2014年5月21日、ジェイ・ストーム）
- 「U-KISS JAPAN LIVE TOUR 2014 ~Memories~ RETURNS in BUDOKAN」（2014年11月26日、avex trax）
- 「UVERworld LIVE at KYOCERA DOME OSAKA」（2015年04月15日、ソニー・ミュージックレコーズ）
- 「東京号泣教室 〜ROAD TO 2020〜」DVD-BOXvol.3（2015年7月1日、キューブ）

## 著書
- *Adobe Premiere Pro・After Effectsでクレイアニメ&人形アニメを作ろう!（オカダシゲル・川村徹雄・小林正和との共著、2010年1月7日、ソシム株式会社、ISBN 978-4-88337-679-7）

## メディア掲載
- 「ILLUSTRATION」（No204、４ページ特集、2014年10月18日発売、玄光社）